# Hiền Kiệt
Hiền Kiệt là một xã thuộc tỉnh Thanh Hóa, Việt Nam.
Được thành lập ngày 16 tháng 6 năm 2025 trên cơ sở các xã Hiền Chung, Hiền Kiệt của huyện Quan Hóa, xã Hiền Kiệt chính thức hoạt động từ ngày 1 tháng 7 năm 2025.

## Địa lý
Xã Hiền Kiệt nằm ở vùng cao phía tây bắc tỉnh Thanh Hóa, có vị trí địa lý:
- Phía nam giáp các xã Sơn Thủy, Thiên Phủ
- Phía đông giáp các xã Nam Xuân, Phú Lệ, Trung Thành
- Phía bắc giáp xã Trung Lý
- Phía tây giáp nước Lào.

Xã Hiền Kiệt có diện tích tự nhiên 140,29 km², quy mô dân số năm 2024 là 7.217 người, mật độ dân số đạt 51 người/km².

## Lịch sử
Địa bàn hiện nay của xã Hiền Kiệt sau năm 1954 tương ứng với xã Hiền Chung thuộc huyện Quan Hóa.
Ngày 13 tháng 4 năm 1966, Bộ Nội vụ ban hành Quyết định số 98-NV; xã Hiền Chung được chia thành 2 xã Hiền Chung, Hiền Kiệt.
Năm 2018, các xã Hiền Chung, Hiền Kiệt mỗi xã có 7 bản. Ngày 11 tháng 7 cùng năm, Hội đồng nhân dân tỉnh Thanh Hóa khóa XVII thông qua Nghị quyết về việc sắp xếp thôn, tổ dân phố trên địa bàn tỉnh. Theo đó, nhập bản Lóp và bản Hai thành bản Lóp Hai; xã Hiền Chung còn 6 bản.
Ngày 16 tháng 6 năm 2025, huyện Quan Hóa bị giải thể do bỏ cấp huyện; xã Hiền Kiệt được thành lập theo Nghị quyết số 1686/NQ-UBTVQH15 của Ủy ban Thường vụ Quốc hội trên cơ sở sáp nhập toàn bộ diện tích tự nhiên và quy mô dân số của 2 xã Hiền Chung, Hiền Kiệt. Xã này chính thức hoạt động từ ngày 1 tháng 7 năm 2025, là đơn vị hành chính trực thuộc tỉnh Thanh Hóa.

## Hành chính
Xã Hiền Kiệt có 13 bản. Dưới đây là danh sách các bản theo địa giới từng xã cũ:
| Mã    | Tên xã     | Hành chính | Hành chính                                              |
| Mã    | Tên xã     | Số lượng   | Danh sách                                               |
| ----- | ---------- | ---------- | ------------------------------------------------------- |
| 14896 | Hiền Chung | 6 bản      | Bó, Chại, Hán, Lóp Hai, Pheo, Yên                       |
| 14899 | Hiền Kiệt  | 7 bản      | Cháo, Chiềng Căm, Chiềng Hin, Ho, Poọng 1, Poọng 2, San |